# Польские государственные железные дороги

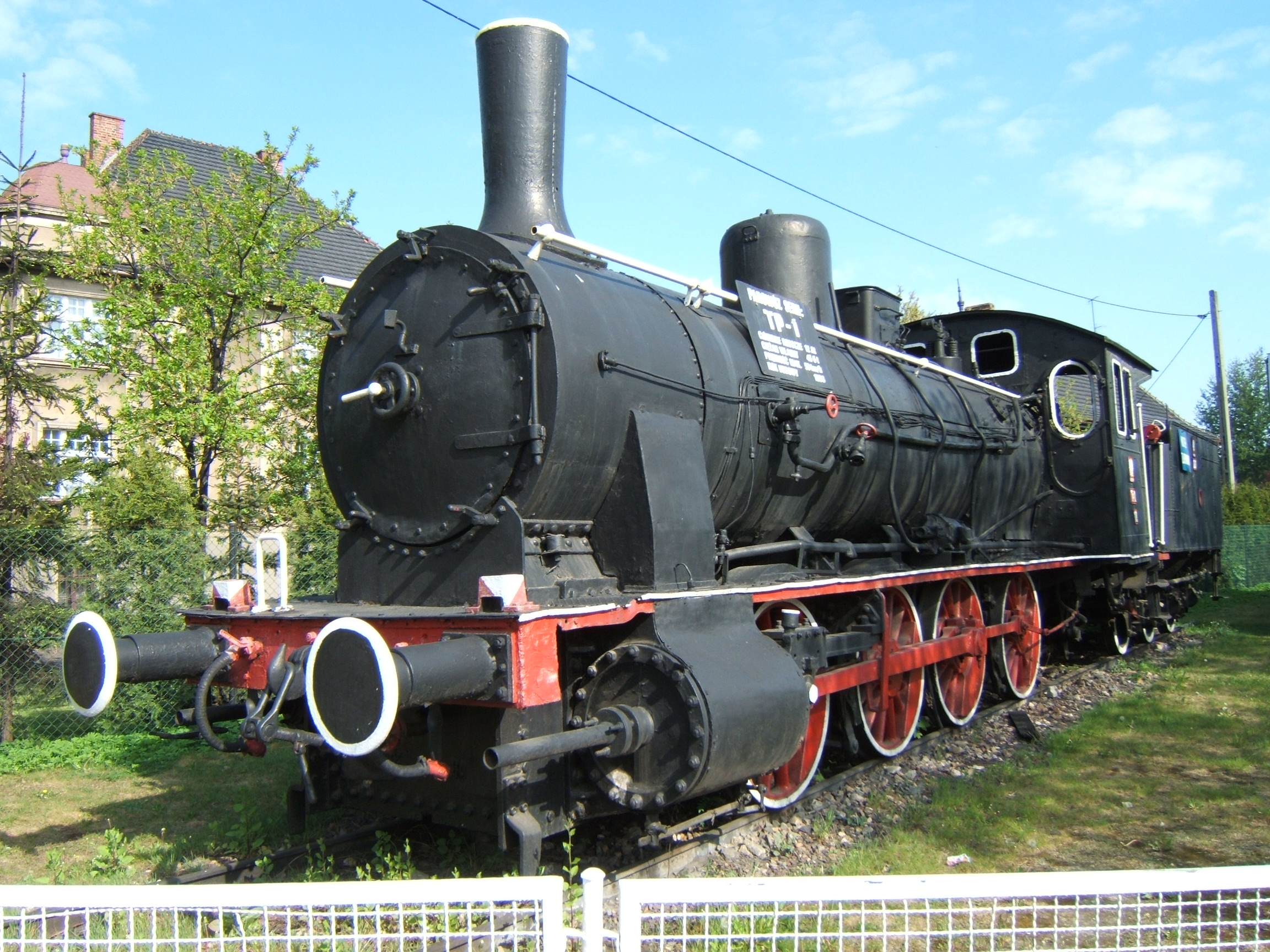
Паровоз Tp1-18 PKP в городе Тарновске-Гуры.

АО «Польские государственные железные дороги» (пол. Polskie Koleje Państwowe Spółka Akcyjna, PKP SA) — государственная железнодорожная компания, основанная 1 января 2001 года в итоге коммерциализации государственного предприятия «Польские государственные железные дороги».
Единственным акционером компании является государственная казна Польши в виде Министерства инфраструктуры и развития.

## История
Частными предпринимателями России было образован Акционерное общество Варшавско-Венской дороги, устав которого был утверждён в 1839 году. Его учредители не успели поместить акций, и в 1842 году объявили, что они не в состоянии окончить уже начатую ими постройку железнодорожной линии Варшава — Вена. Понимая важность железнодорожного сообщения в Привислинском крае России, в 1843 году последовало Высочайшее повеление о сооружении Варшавско-Венской дороги за счёт русской казны, то есть государства. Железная дорога Варшава — Вена была окончена в 1848 году и на эту постройку было истрачено более 41/2 млн. рублей серебром. Русское государство начало соединять экономически значимые края (страны, районы и крупнейшие города), так в 1851 году правительство вынуждено было преступить к сооружению, за государственный счёт, и следующей линии, Санкт-Петербургско-Варшавской. Позднее были построены Тереспольская, Привислянская, и другие железные дороги которые в конечном итоге вошли в состав Польских.
На окончание XIX столетия город Варшава представляет узловой пункт, где сходились железные дороги: Варшавско-Венская, Варшавско-Бромбергская, Варшавско-Тереспольская, Варшавско-Петербургская и Привислянская (Ковель — Варшава — Млава). В городе существовали вокзалы С.-Петербургский и Тереспольский — на правом берегу Вислы, на Праге, а Венский (общий для двух первых дорог) и Привислянский — на левом берегу Вислы. Венский вокзал был соединён обводным путём с Привислянским и Тереспольским вокзалами.
В 1927 году начала работать первая электрифицированная железнодорожная магистраль. После Второй мировой войны народное государство выделило большие средства на восстановление разрушенных железных дорог, так как началась восстановление земель Польской Народной Республики.

## Общая характеристика
Протяжённость железных дорог в стране — 26 644 км, в том числе 24 287 км с колеёй 1435 мм и 2357 км с колеёй 1520, 1000, 785, 750 и 600 мм. Из общей протяжённости дорог электрифицировано 11627 км.
Преимущественно электрификация проведена на постоянном токе 3 кВ.
Основные станции и узлы железнодорожной сети Польши: Варшава, Ольштын, Катовице, Вроцлав, Гданьск, Краков, Люблин.
Между Польшей и Швецией действует железнодорожная паромная переправа. 

Железнодорожные линии Польши на 2014 год

## Локомотивный парк

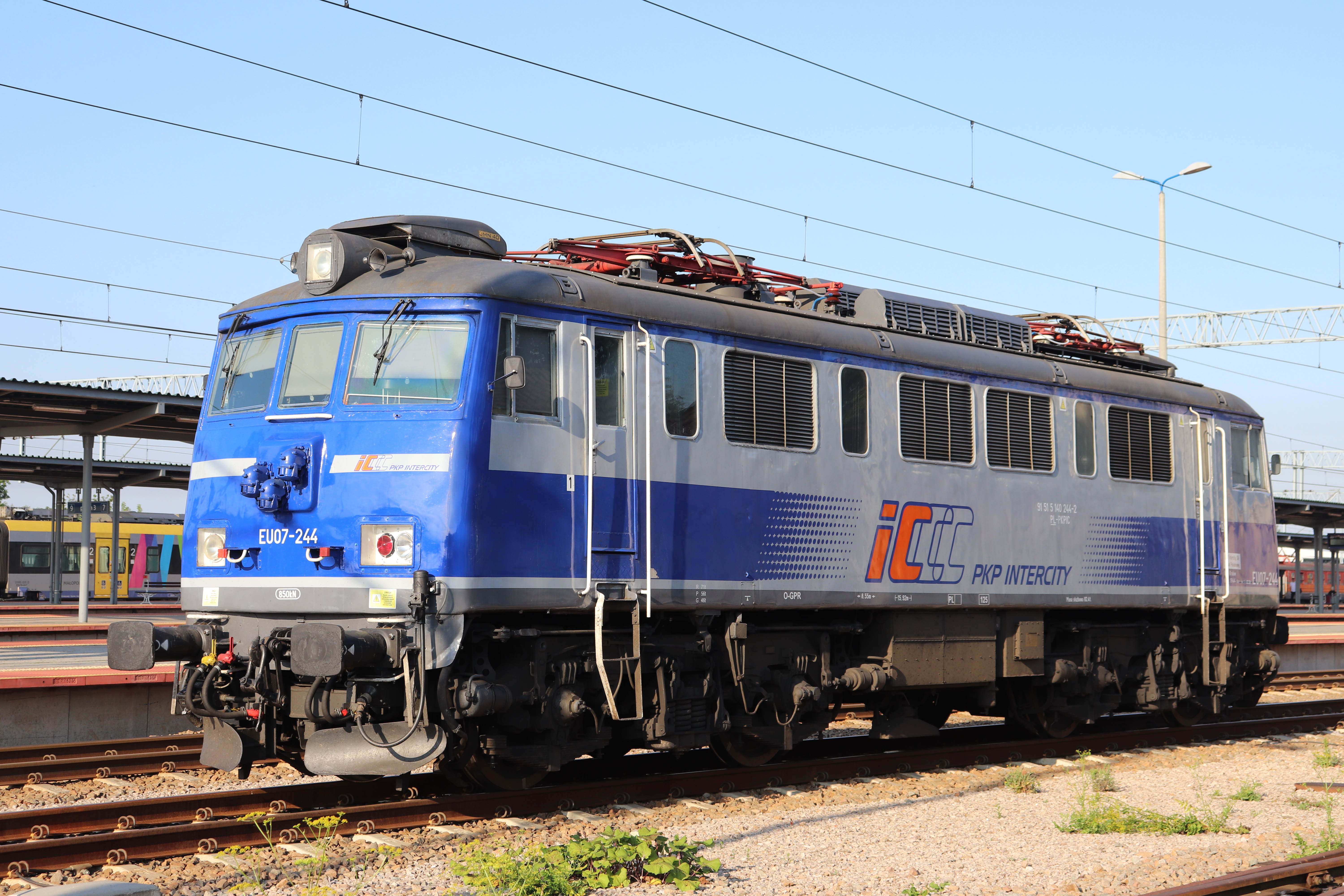
Электровоз EU07

В локомотивном парке 83 % электровозов, 16 % тепловозов, 1 % паровозов.

### Электровозы
EP01, EP02, EP03, EU04, EU05, EP05, EU06, EU07, EP07, EP08, EP09, EM10, EU20, ET21, ET22, EP23, ET25, ET26, ET40, EP40, ET41, ET42, ET43 (производства НЭВЗ), EU44, EU160, EU200

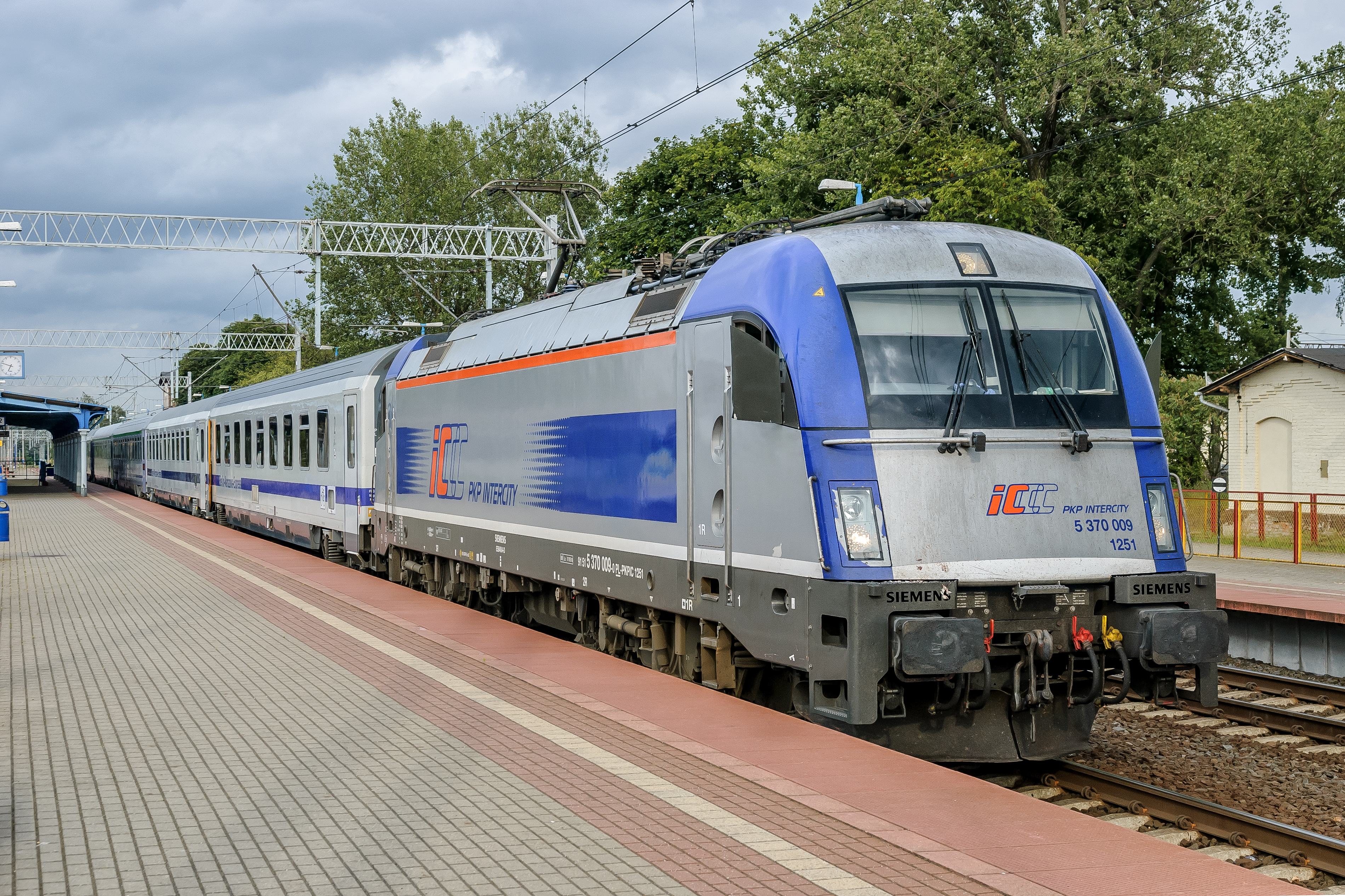
Электровоз EU44

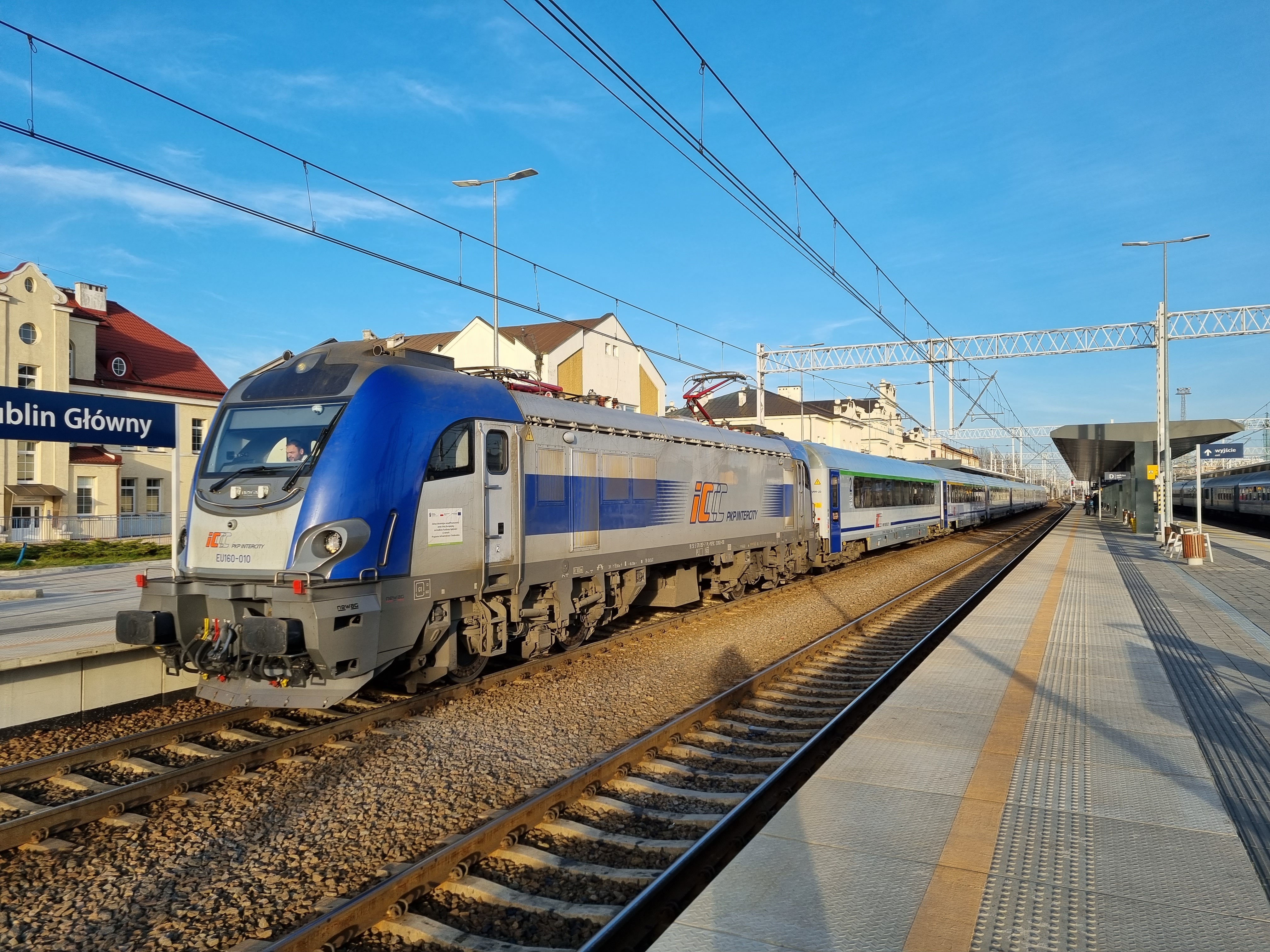
Электровоз EU160

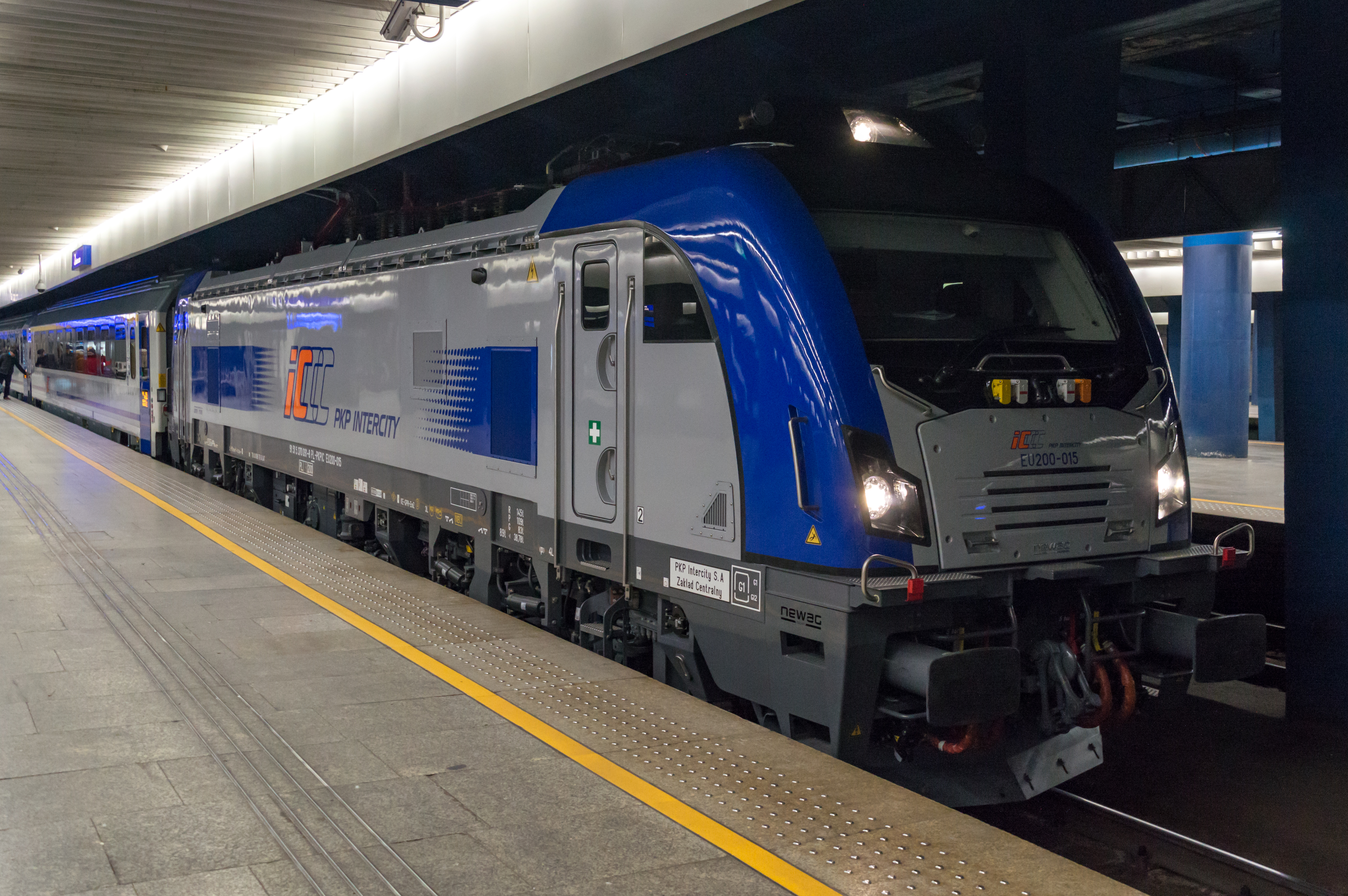
Электровоз EU200

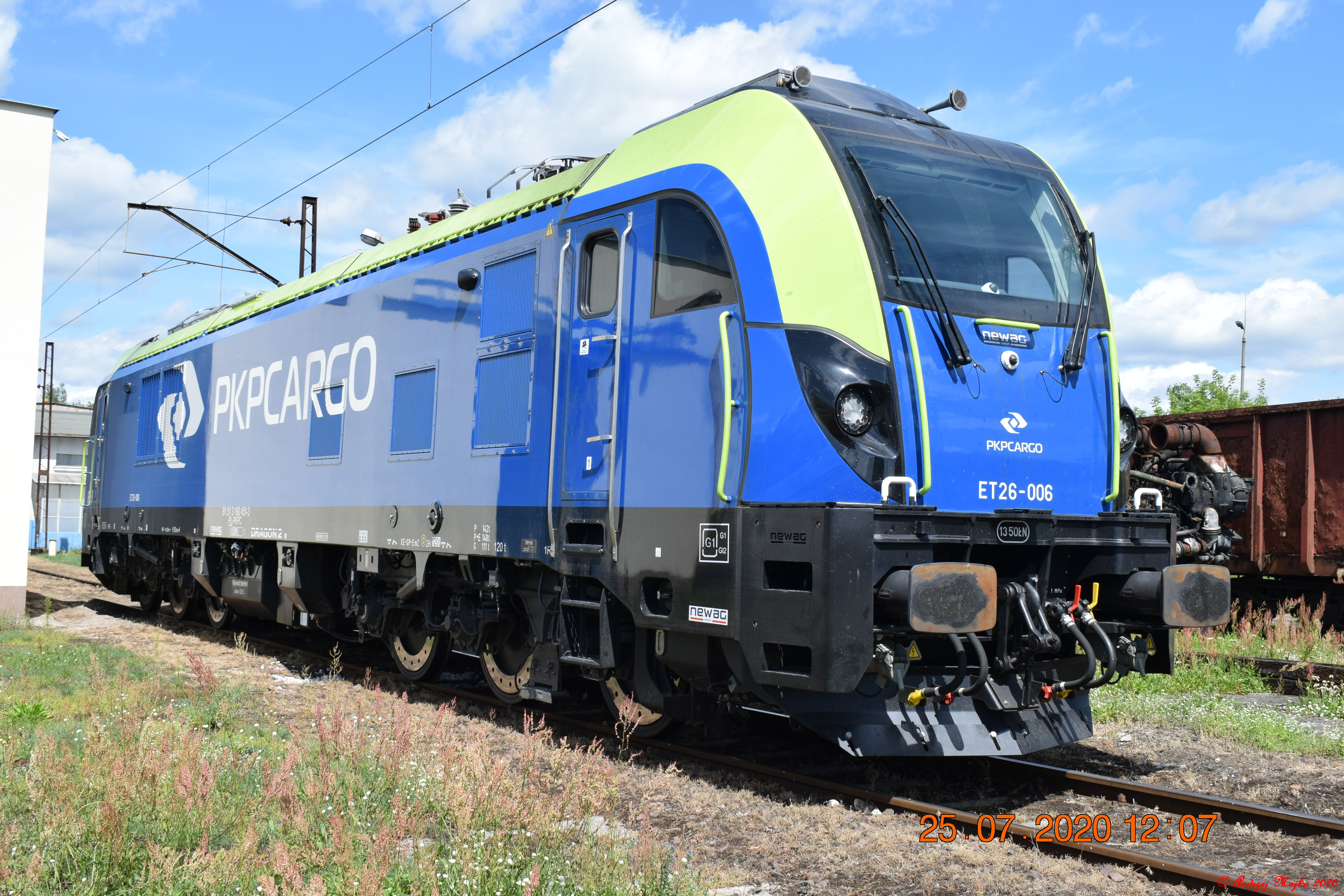
Электровоз ET26

### Тепловозы
SM01, SM02, SM03, SM04, SM15, SM25, SM03, SM30, SP30, SM31, SP32, SM40, SM41 • SM42/SU42/SP42 • ST43, ST44, SU45, SU46, SP47, SM48

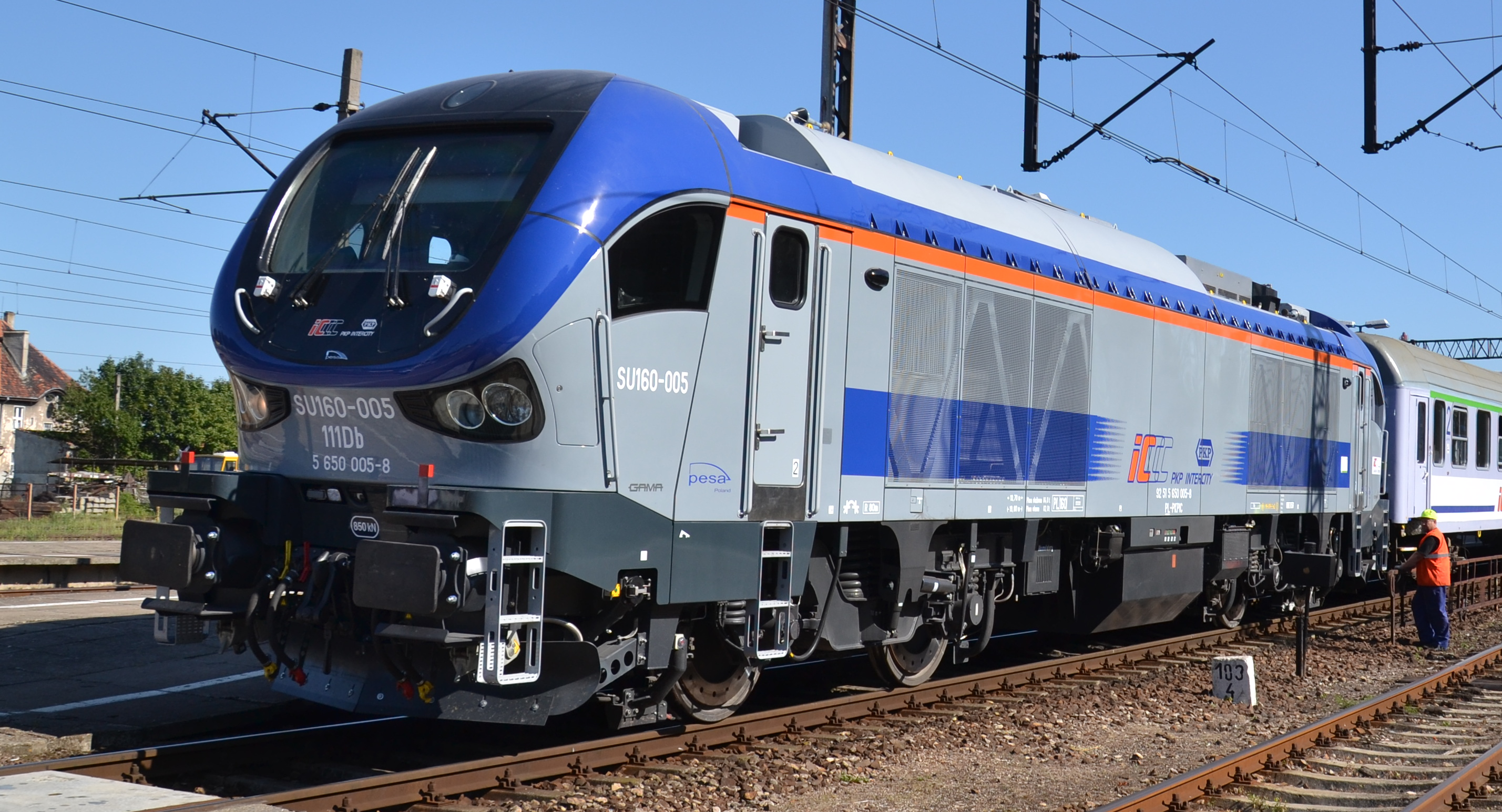
Тепловоз SU160

ТГК2

### Паровозы
Pm36, Ol49, Ok1, Ok22

### Электропоезда

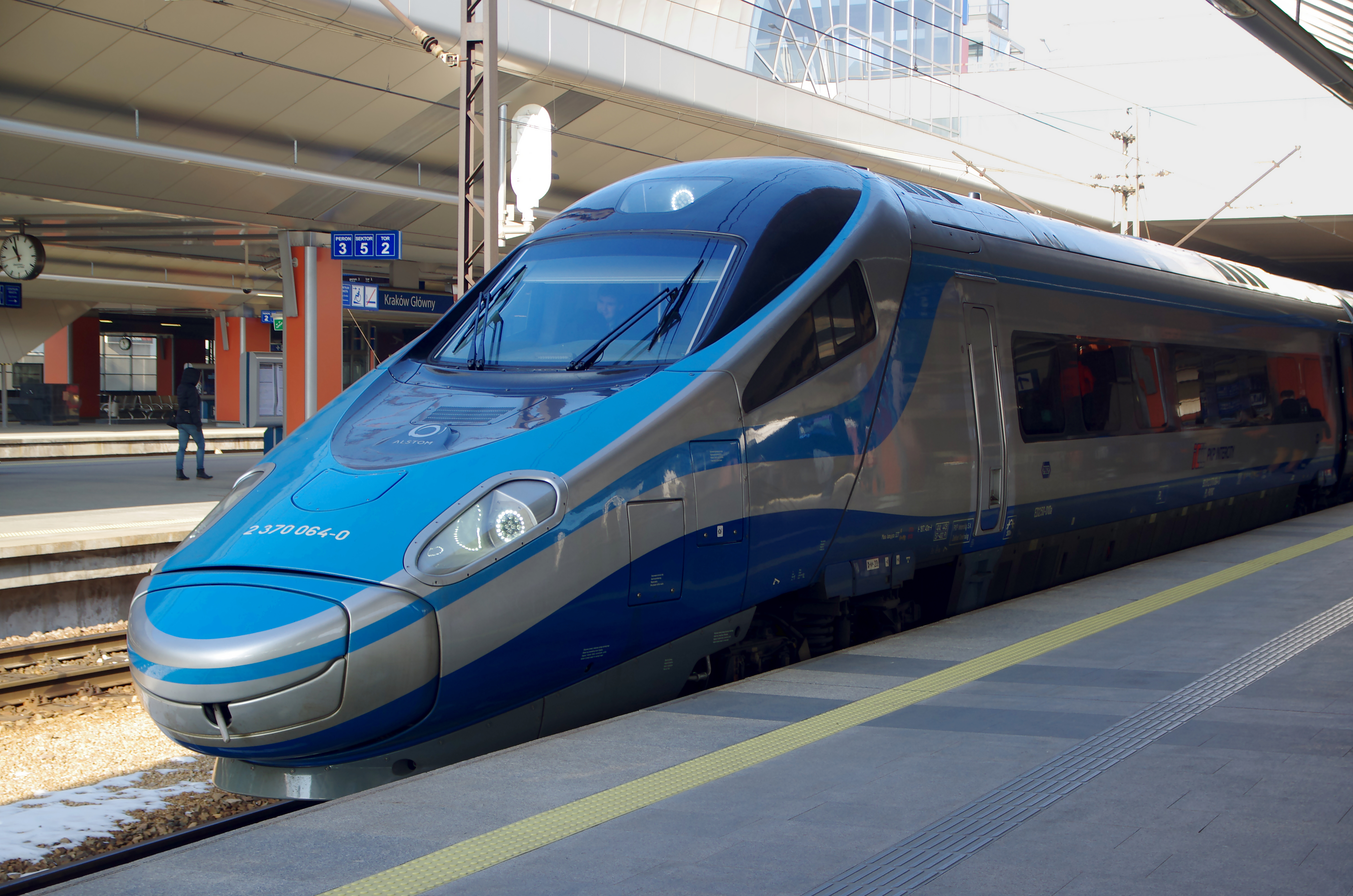
Электропоезд ED250 Pendolino

EW51, ED72 EN57

### Дизельпоезда
VT628, SA103, SA106, SA109, SA132, SA133, SA134, SA135, SA136, SA139

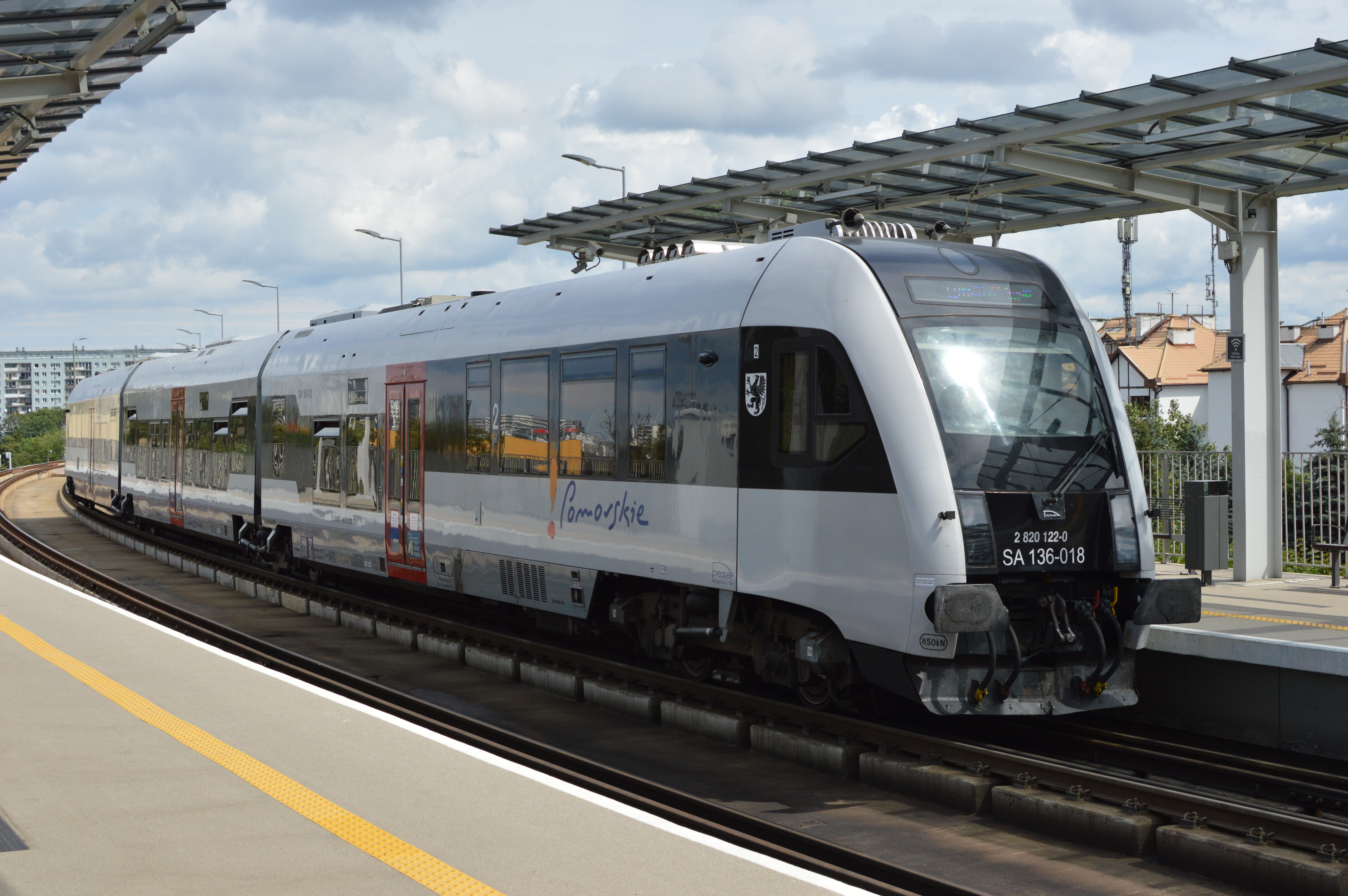
Дизельпоезд SA136

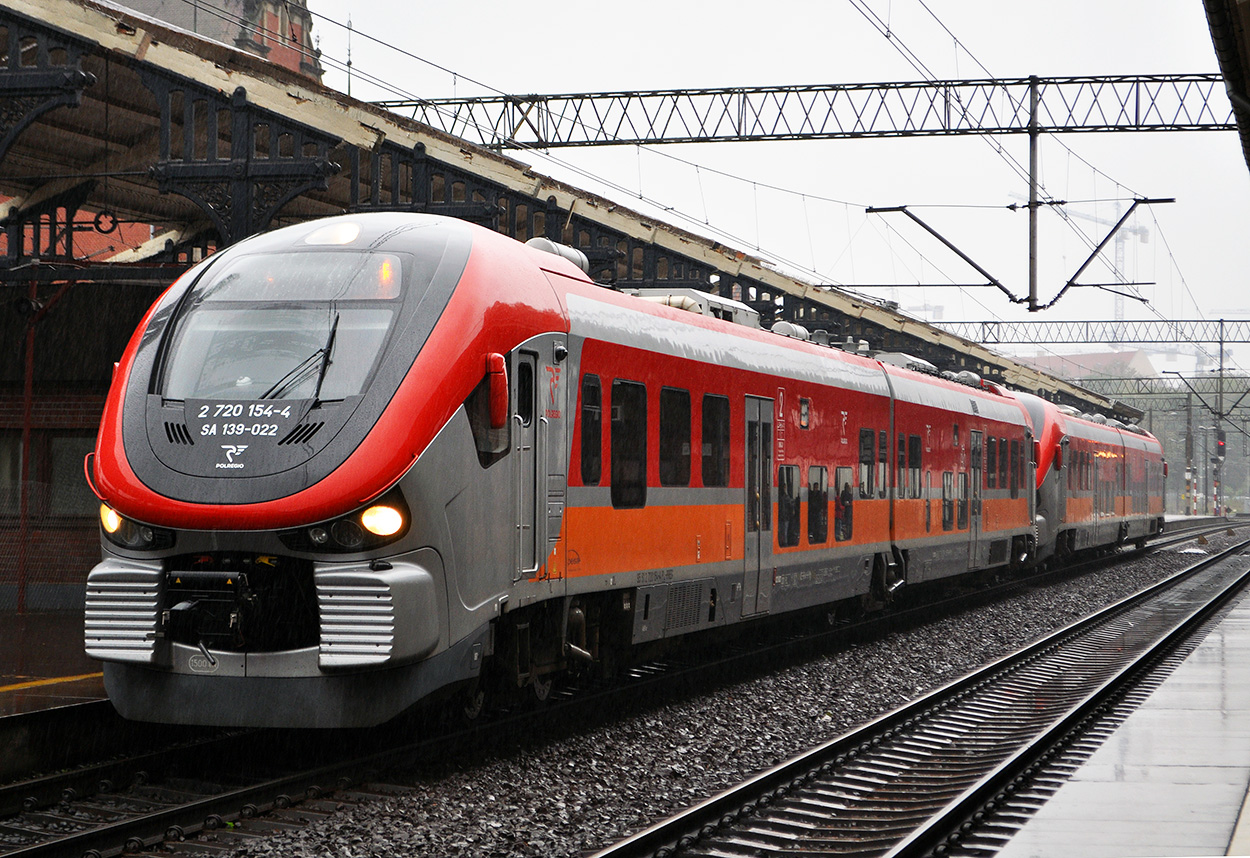
Дизельпоезд SA139

## Интересный факт
В 1926 году на экраны вышел советский немой художественный фильм производства Всеукраинского фотокиноуправления (ВУФКУ) под названием «П.К.П.» / «Пилсудский купил Петлюру» — так украинские крестьяне в начале 20-х годов XX века в свете происходящих событий на свой лад расшифровывали аббревиатуру PKP, образованную от Polskie Koleje Państwowe (Польские государственные железные дороги). Это был один из первых опытов отечественной историко-революционной кинопостановки с батальными сценами.